# ウズラの聖母
『ウズラの聖母』（ウズラのせいぼ、伊: Madonna della quaglia）は、1420年ごろに制作された国際ゴシック様式の絵画で、一般にピサネッロに帰属される。2015年に盗難に遭うまで、北部イタリア、ヴェローナのカステルヴェッキオ美術館に収蔵されていた。2016年に回収される予定である。

## 概要
本作は、典型的な後期ゴシック様式のバラ園の中に座っていて、空を飛ぶ二人の天使が戴冠している聖母子を描いている。画家は前景のウズラをはじめ、野菜や鳥の表現に多大な注意を注いでいる。ウズラが絵画の題名につけられている。場面の天国のような様子は、金色の背景によって高められている。
聖母とその服の描写は、ピサネッロが当時一員であった工房の経営者、ジェンティーレ・ダ・ファブリアーノの作品の描写に類似している。設定は、同じくカステルヴェッキオ美術館にあるミケリーノ・ダ・ベソッツォ、またはステファノ・ダ・ヴェローナによる同時代の『バラ園の聖母』にも類似している。

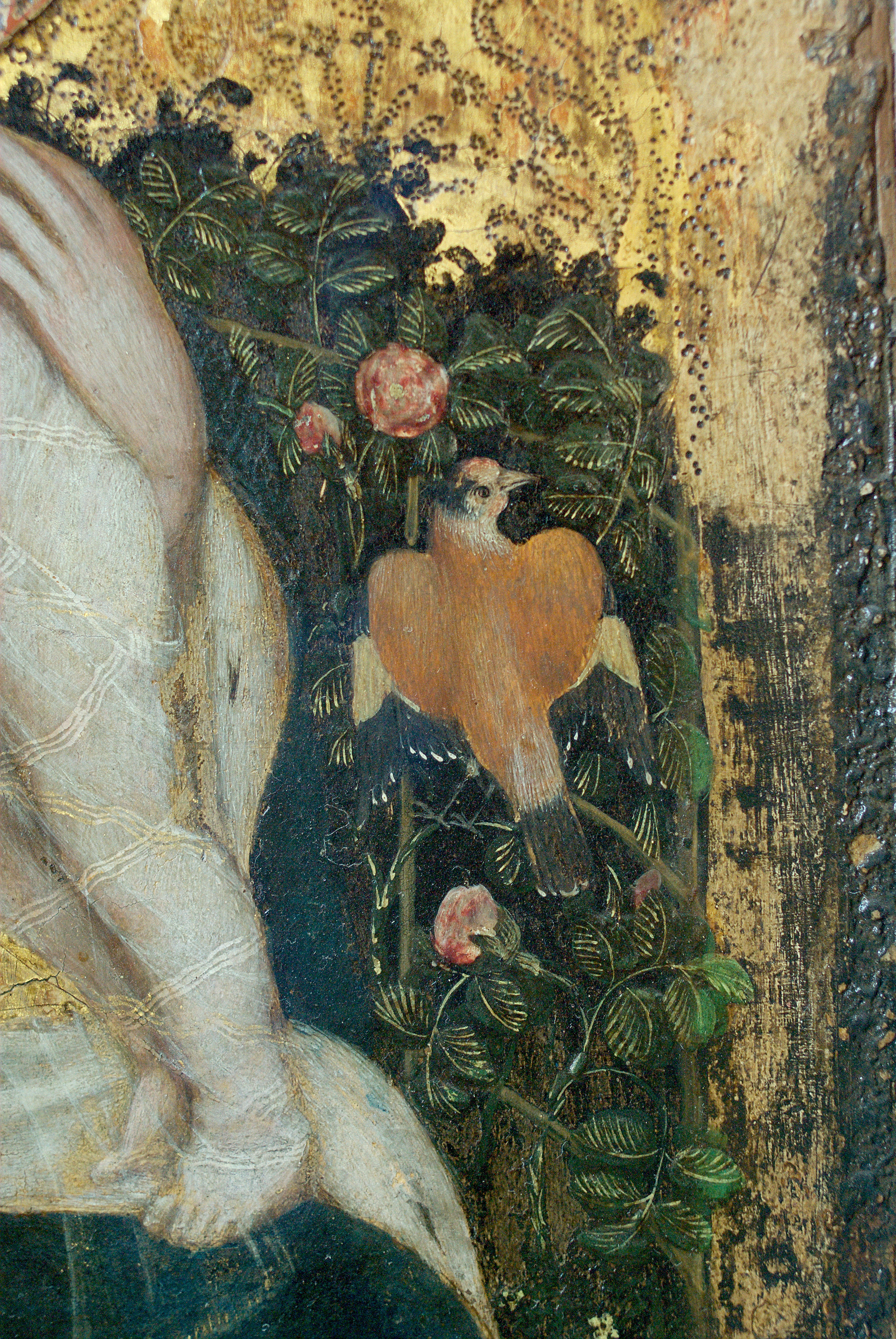
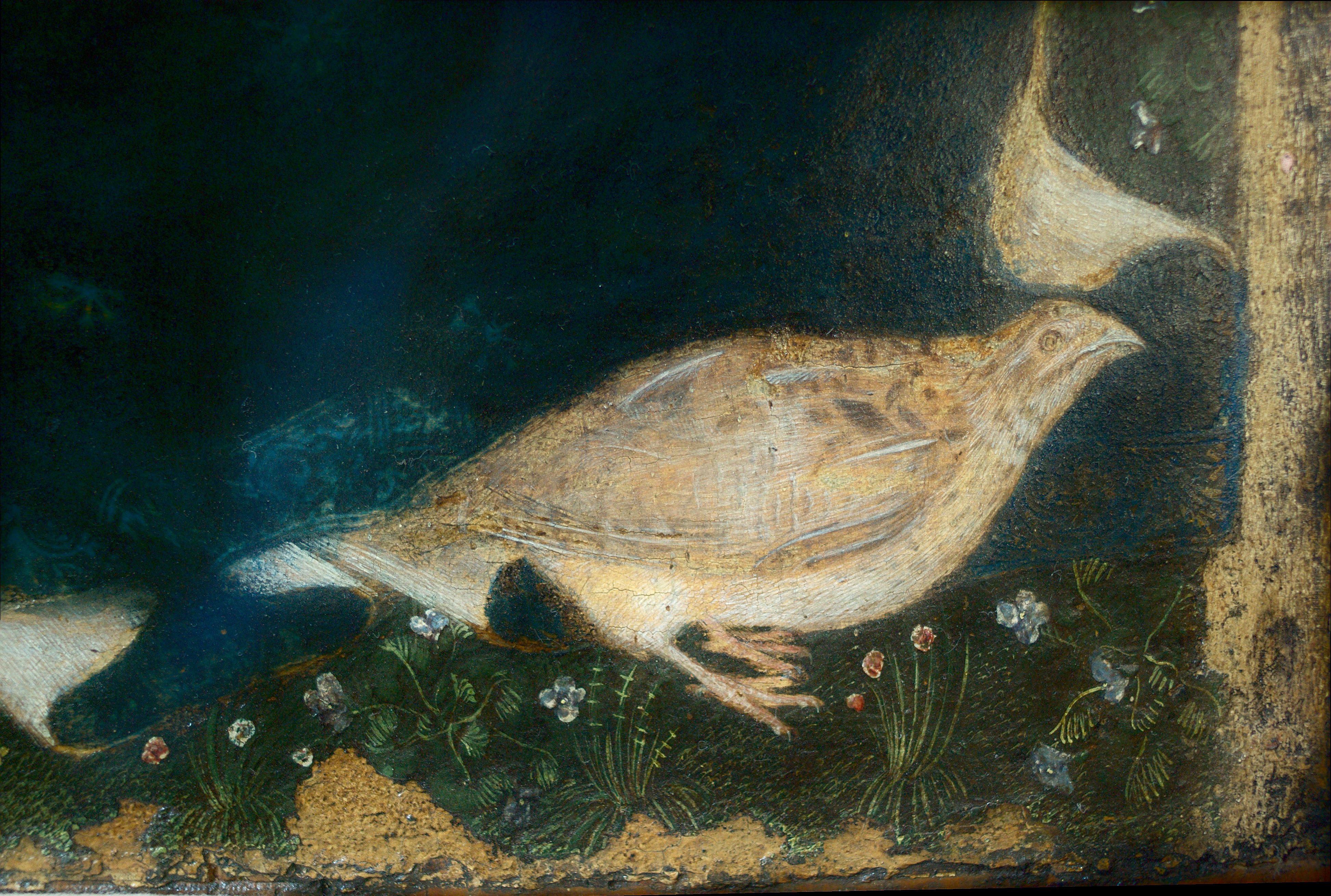
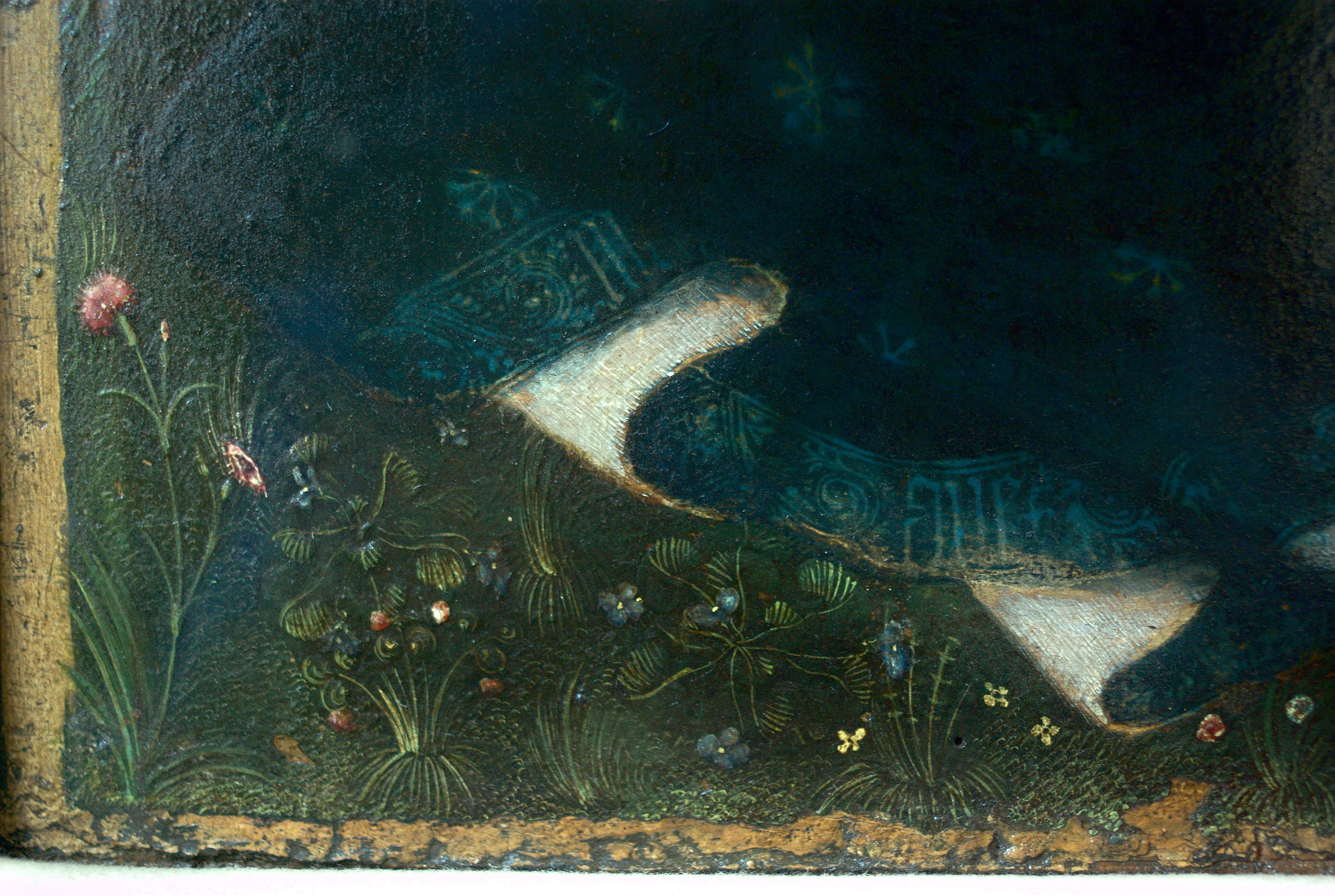
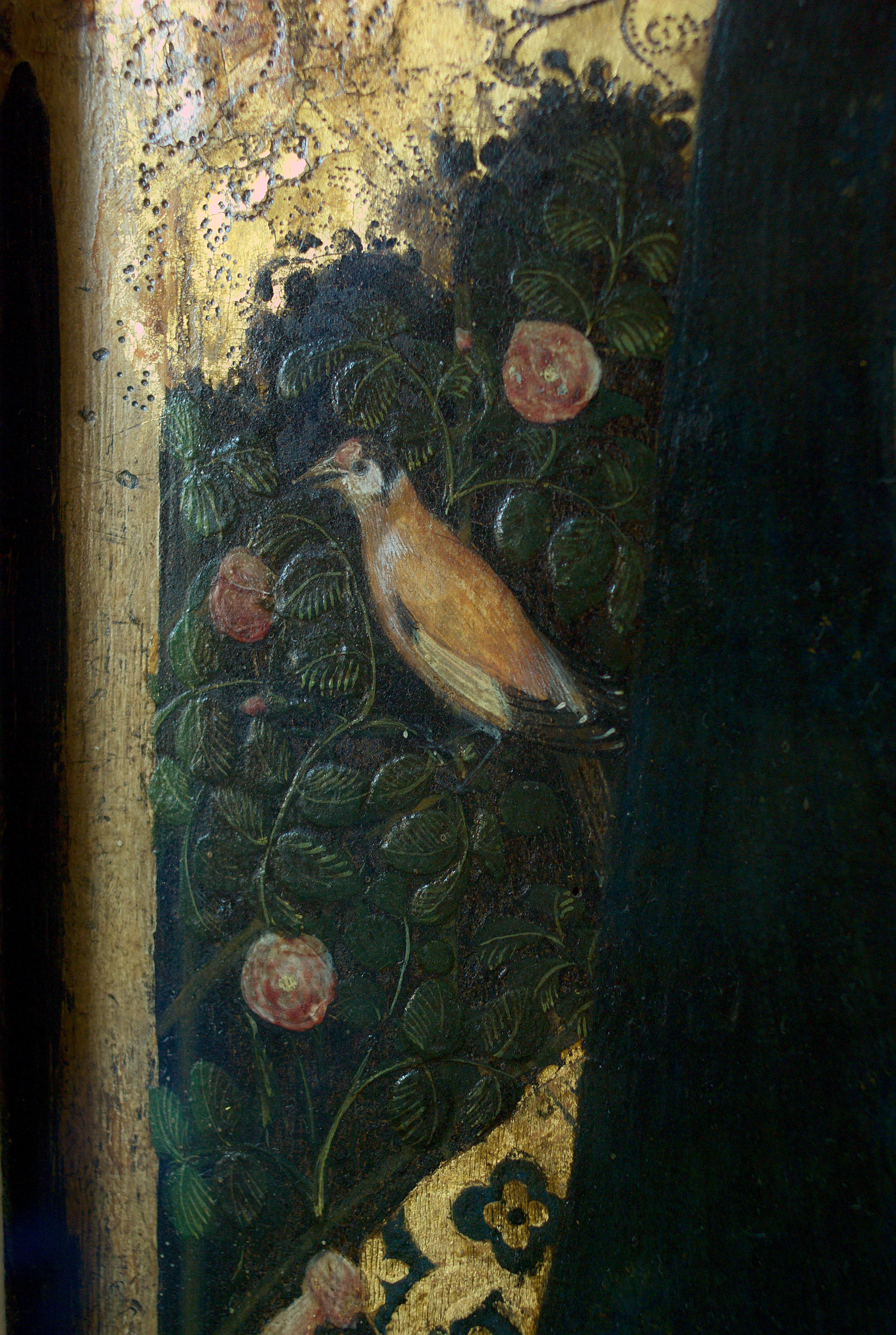